# Golosalvo
Golosalvo és una població de la província d'Albacete a uns 36 km de la capital. És considerat el municipi més alt de la província. La seva economia radica en les fèrtils terres de cereals i, sobretot, en la vinya. Té 106 habitants, segons dades de l'INE 2006.

## Història
Golosalvo va pertànyer a Jorquera fins al segle xix. Entre els anys 1889 i 1926 va ser llogaret de Fuentealbilla, fins que el 1927 es desagrega de Fuentealbilla, tornant a ser municipi independent.